# Massimo Farao
Massimo Farao (Genua, 16 maart 1965) is een Italiaanse jazzpianist.

## Biografie
Massimo Farao studeerde bij Flavio Crivelli en werkte met lokale formaties. In 1983 bezocht hij voor het eerst de Verenigde Staten, waar hij o.a. speelde met Red Holloway en Albert Tootie Heath. In de jaren 1990 werkte hij bij o.a. met Tony Scott, Adrian Mears, Johannes Enders, Jesse Davis, Franco Ambrosetti, aan wiens Enja Records-albums Grazie Italia en Light Breeze hij deelnam. Hij speelde ook in het Nat Adderley Quintet tijdens een Europese tournee. In 1993 nam hij zijn debuutalbum For Me op voor Splasc(h). zijn medespelers waren o.a. de trompettist Flavio Boltro en de bassist Dado Moroni. In 1995 volgde het album Ciao Baby (bij Monad).
In een trio met Ira Coleman en Jeff 'Tain' Watts nam Farao in 1998 het album Black Inside op voor Enja in Brooklyn. In 2000 volgde het album Thorn, opgenomen in trio en kwartet bezetting (ook bij Enja), waaraan Drew Gress, Jack DeJohnette en saxofonist Chris Potter deelnamen. In 2001 maakte hij deel uit van het kwartet van Archie Shepp (met Wayne Dockery en Bobby Durham). Van 2001 tot 2005 was Farao artistiek leider van de jazzafdeling van Azzurra Music. In 2003 trad hij op op het Jazz Piano Festival in Luzern. In 2006 nam hij een album op met composities van Ennio Morricone. In 2007 toerde hij door Europa en de Verenigde Staten in een trio met Joey DeFrancesco.